# Lída-María Manthopoúlou
Lída-María Manthopoúlou (née le 14 juin 2005 à Athènes) est une para-athlète grecque. Elle a représenté la Grèce aux Jeux paralympiques d'été de 2024 de Paris dans l'épreuve du sprint 100 m T38.

## Biographie
Manthopoúlou commence le sport à l'âge de six ans. Elle développe une sclérose en plaques environ un an et demi an avant les Jeux paralympiques d'été de 2024. 

### Carrière sportive
Manthopoúlou a représenté la Grèce aux Jeux paralympiques d'été de 2024 et a remporté une médaille d'argent dans l'épreuve du 100 mètres T38 en terminant deuxième avec un temps de 12 s 49,,.

### Famille
Elle vit à Larissa, d'où sa mère est originaire. Son père est l'acteur Aias Manthopoulos (1962-2023). Son frère Christos (né en 2006) est un basketteur professionnel au PAOK. Sa grand-mère paternelle, Evangelia Lelekou-Manthopoulou (1925-2023), était radiologue et sœur de la célèbre actrice grecque Irene Papas (1929-2022). De plus, le célèbre réalisateur Manousos Manousakis est son oncle.